# Théodore Ballu

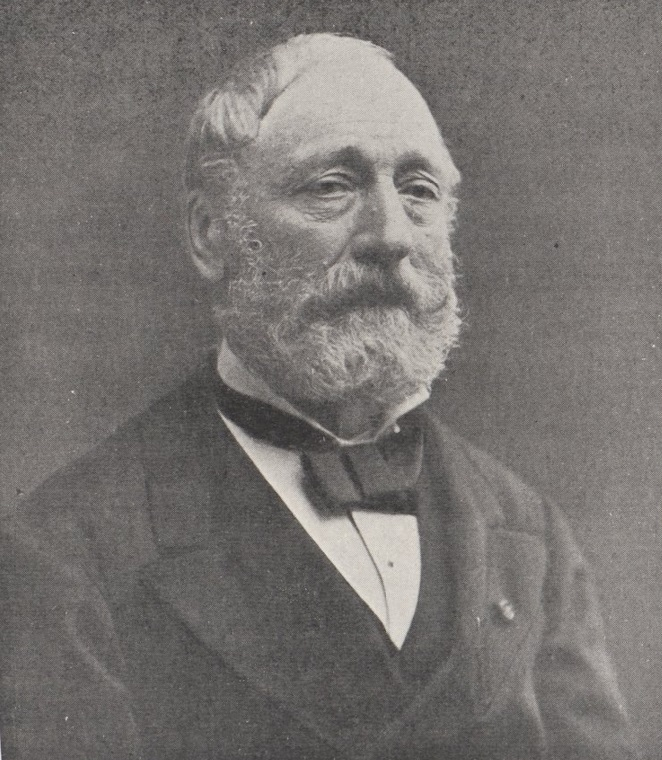
Théodore Ballu (data desconhecida)

Théodore Ballu (8 de junho de 1817 – 22 de maio de 1885) foi um arquiteto francês que projetou inúmeros edifícios públicos em Paris. Ele é o avô do industrial e político Guillaume Ballu.

## Ganhando o Prix de Rome
Em 1840, Théodore Ballu ganhou o Prix de Rome. O desafio final da competição daquele ano foi projetar um palácio para o Chambre des Pairs. Ballu projetou a Église de la Trinité e dirigiu a reconstrução do Hôtel de ville, o prédio da prefeitura de Paris, depois que um incêndio destruiu grande parte do edifício original.
O jovem laureado deixou Paris e embarcou na Academia da França em Roma. Ele viveu na Villa Médicis de janeiro de 1841 a dezembro de 1845. Ele visitou as ruínas da Grécia Antiga e seu terceiro ano foi dedicado a Pompéia. Em 1844-1845, seus projetos se concentraram na Érechthéion de l'Acropole d'Athènes.

## Arquitetura em Paris
De volta à França, Théodore Ballu tornou-se assistente do arquiteto Franz Christian Gau no canteiro de obras da Basilique Sainte-Clotilde, depois assumiu o comando após a morte de Gau em 1853. A partir de então, sua carreira ficou muito focada em sua preferência por edifícios religiosos.
Em 1860, ele foi nomeado arquiteto-chefe de edifícios parisienses relacionados à religião. Ele então projetou a Église de la Trinité (1861-1867), o templo de Saint-Esprit na Rue Roquépine e as igrejas de Saint-Ambroise (1863-1869) e Saint-Joseph (1866-1875).
Ele também dirigiu a restauração da Torre Saint-Jacques (1854-1858) e a construção da igreja de Saint-Denis em Argenteuil (1866).
L'Eglise de la Trinité é muito emblemático de seu trabalho, pois demonstra seu amplo conhecimento de vários estilos arquitetônicos, sua paixão pelo ecletismo, que era muito popular na época, sua tendência a incorporar inúmeras decorações esculpidas ou pintadas e sua profunda conhecimento de construção econômica. A área de Trinité se tornou o lugar favorito do arquiteto, onde possuía várias propriedades e até projetou sua casa.

## O campanário de Saint-Germain-l'Auxerrois
De 1858 a 1863, Théodore Ballu projetou e criou o campanário da igreja de Saint-Germain-l'Auxerrois. A área ainda não havia sido completamente transformada pela renovação de Haussmann em Paris. A antiga igreja paroquial dos monarcas franceses ainda estava escondida atrás de edifícios que a separavam da colunata do Palais du Louvre. Em 1859, o arquiteto Jacques Hittorff iniciou a construção de um novo edifício no norte para abrigar o conselho da cidade do 1º distrito, que reproduzia grande parte da fachada da igreja e foi inspirado na arquitetura renascentista gótica e francesa.

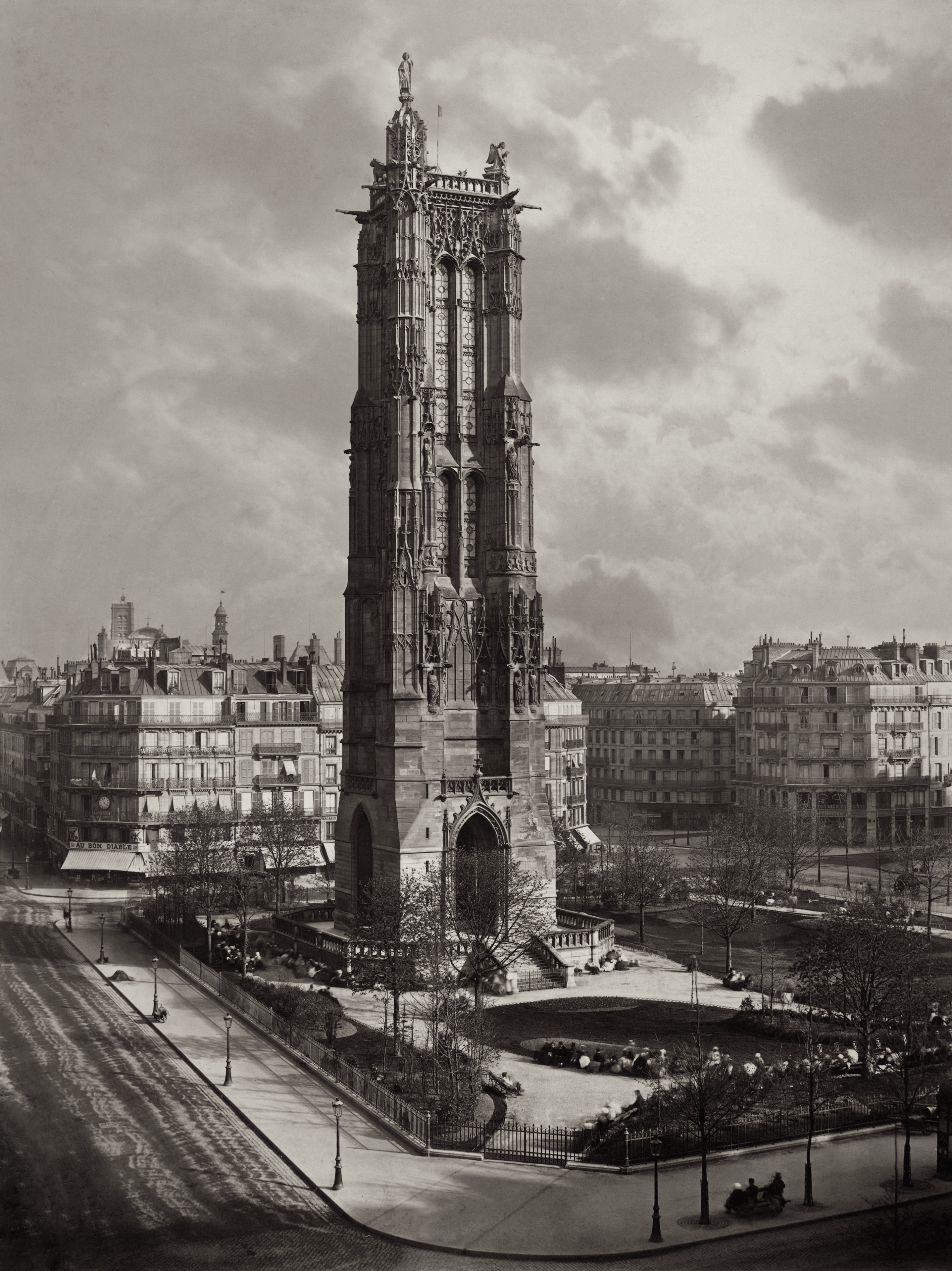
Torre Saint-Jacques por volta de 1867, restaurada por Ballu entre (1854 e 1858)
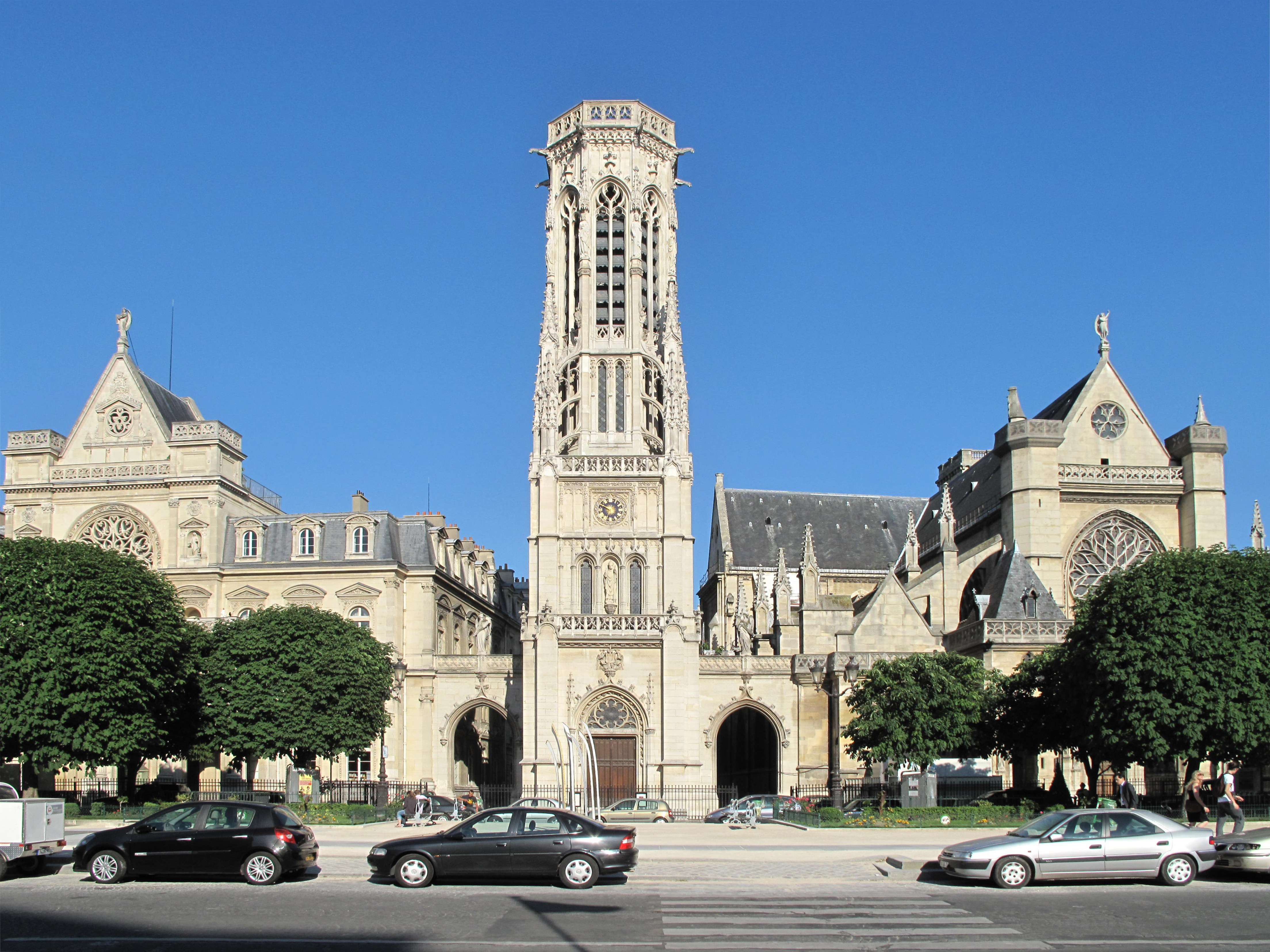
O campanário de Saint-Germain-l'Auxerrois (1858-1863)
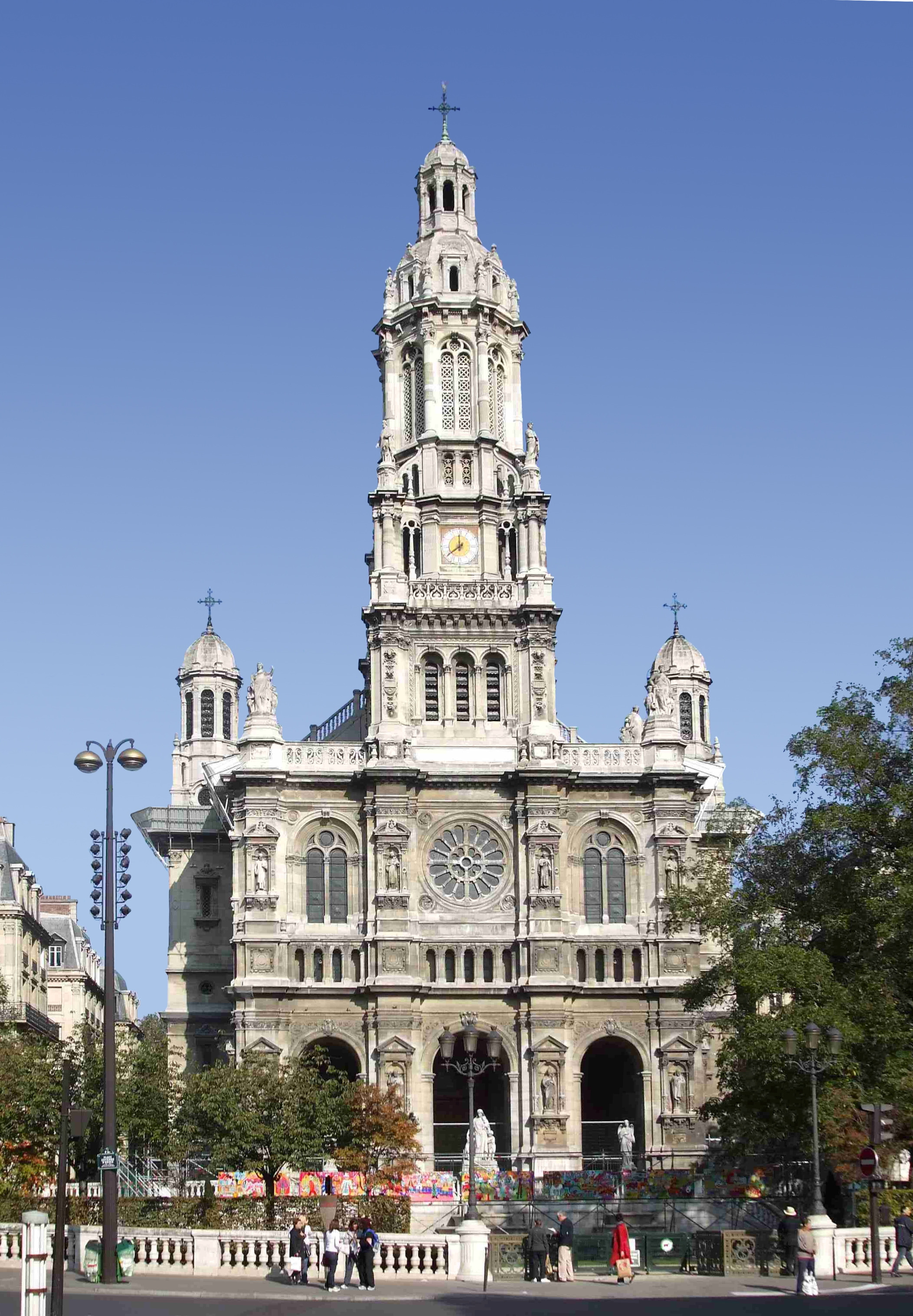
Igreja da Sainte-Trinité, Paris (1861 a 1867)
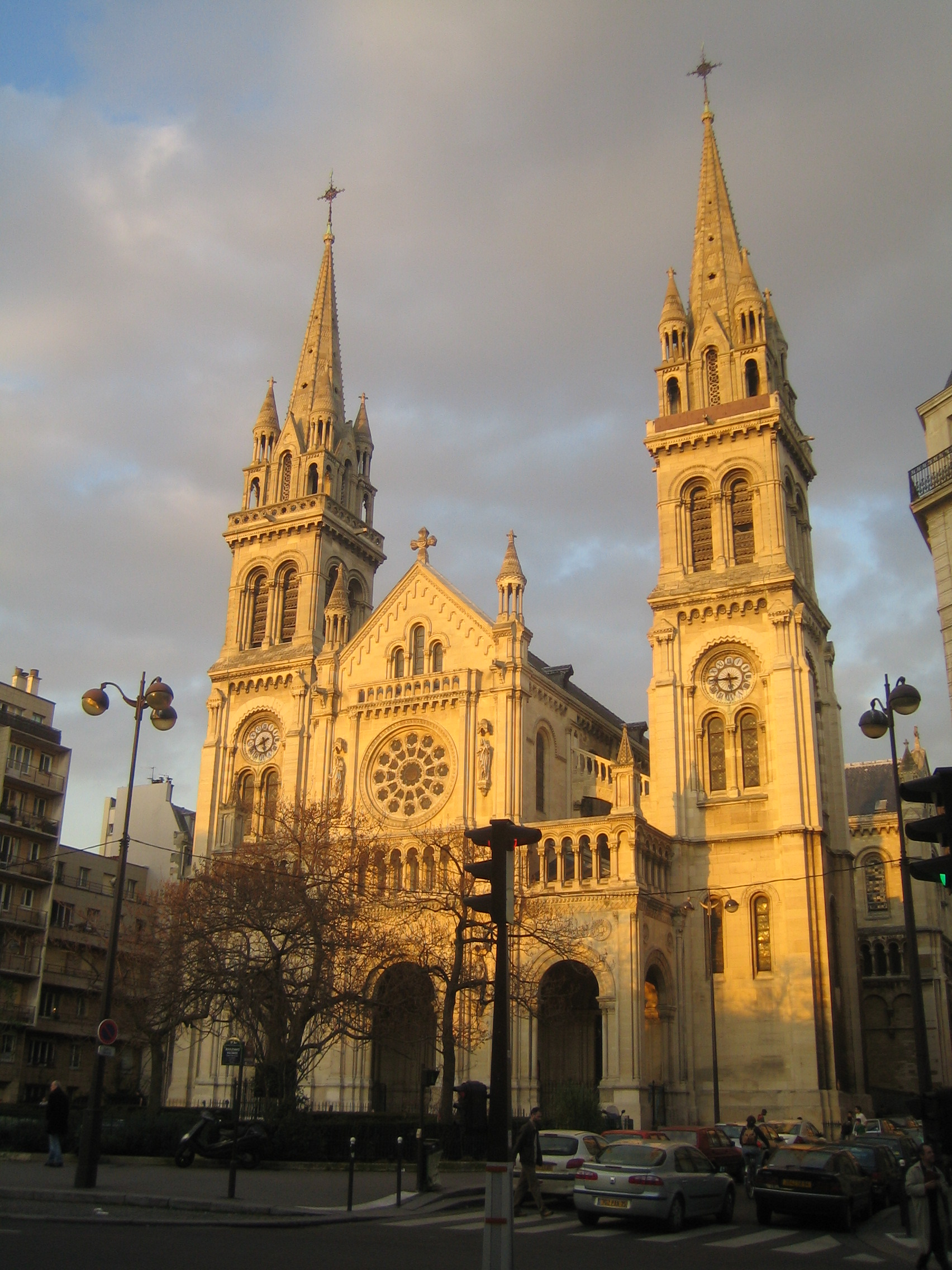
Igreja Saint-Ambroise, Paris (1863 a 1869)